# Cabeza del Caballo
Cabeza del Caballo és un municipi de la província de Salamanca a la comunitat autònoma de Castella i Lleó. Limita amb La Peña, Valderrodrigo i Valsalabroso a l'est, Villasbuenas al Sud i El Milano, La Zarza de Pumareda i Masueco a l'Oest.

## Demografia
| 1991 | 1996 | 2001 | 2004 |
| ---- | ---- | ---- | ---- |
| 576  | 505  | 452  | 453  |